# Pedro Manrique de Castilla
Pedro Manrique de Castilla (Toledo, ¿?-Íb., 29 de abril de 1605) fue un noble y cortesano castellano. 

## Biografía
Fue uno de los hijos del matrimonio formado por Gaspar Manrique e Isabel de Castilla. Su padre fue caballero de la orden de Santiago y alcalde de Uclés. Por su parte, su madre fue dama de la emperatriz Isabel y posteriormente fue guardadamas de la reina Isabel de Valois. Tuvo por hermanos a los siguientes:
Rodrigo Manrique, muerto en la infancia.
- Íñigo Manrique.
- Ana Manrique, muerta mientras era dama de la reina Isabel de Valois, tercera esposa de Felipe II.
- Juana de Castilla, religiosa en el convento de Santa Isabel de los Reyes de Toledo.
- Estefanía Manrique de Castilla, dama de las reinas Isabel de Valois y Ana de Austria.

En 1568 hizo sus pruebas para entrar en la orden de Alcántara como caballero. No sería hasta 1574 cuando profesaría en la orden. Felipe II le concedería la encomienda de la Batumbera en esa orden. Hacia ese mismo año fue nombrado gentilhombre de boca de Felipe II.

Hacia principios de la década de 1590 tradujo la obra Unión de Portugal a la Corona de Castilla, de Geronimo Franchi, al castellano conservada en manuscrito. Sobre esta cuestión escribió el erudito Tomás Tamayo de Vargas:
Es ta traducción de la Unión de Portugal que escribio Geronjmo  Franchi se cree que fue hecha por Don Pedro Manrique de Castilla, Caballero de grandes  gastos y mui aficionado a los libros.
Murió el 29 de abril de 1605, habiendo dejado poder a su hermana Estefanía un poder para poder testar. Su hermana legó los bienes de Pedro a la Compañía de Jesús para la construcción del templo de la Casa Profesa de Toledo. Es necesario resaltar que por parte de su padre, la rama de los Manrique, duques de Nájera eran parientes de los Loyola, habiendo servido el fundador de la Compañía, Ignacio de Loyola en casa de Antonio Manrique de Lara, II duque de Nájera.
Pedro quedó inicialmente enterrado en el que entonces era templo de la casa profesa, y en el momento de finalización de las obras del que sería el templo definitivo (actual iglesia de San Ildefonso) fue enterrado en el presbiterio de este junto con su hermana Estefanía, padres y otros familiares.